# Монтгомери, Джон (шахматист)
Джон Монтгомери (англ. John Montgomerie, 4 сентября 1911, Глазго — 21 июля 1995) — шотландский шахматист.

## Биография
Окончил Феттис-колледж (Эдинбург) и Оксфордский университет, колледж Корпус-Кристи. Работал барристером в адвокатской палате Линкольнс-Инн.

### Шахматная деятельность
Серебряный призер чемпионата Шотландии 1936 / 1937 гг.
В составе сборной Шотландии участник шахматной олимпиады 1937 г. (играл на 2-й доске). В базах есть 7 партий Дж. Монтгомери из этого турнира: победа над К. Александером (Англия), поражения от Л. Сабо (Венгрия), В. М. Петрова (Латвия), А. О’Келли (Бельгия), Р. Грау (Аргентина), Э. Бёка (Финляндия), Я. Фолтыса (Чехословакия).
Вскоре после олимпиады в связи с занятостью на основной работе отошел от практической игры. Занимался шахматной композицией. В 1972 г. в лондонском издательстве «Davis-Poynter» выпустил книгу «Тихая игра» («The Quiet Game»), доход от продажи которой передал общественной организации «Друзья шахмат» («Friends of Chess»).